# Velká čistka

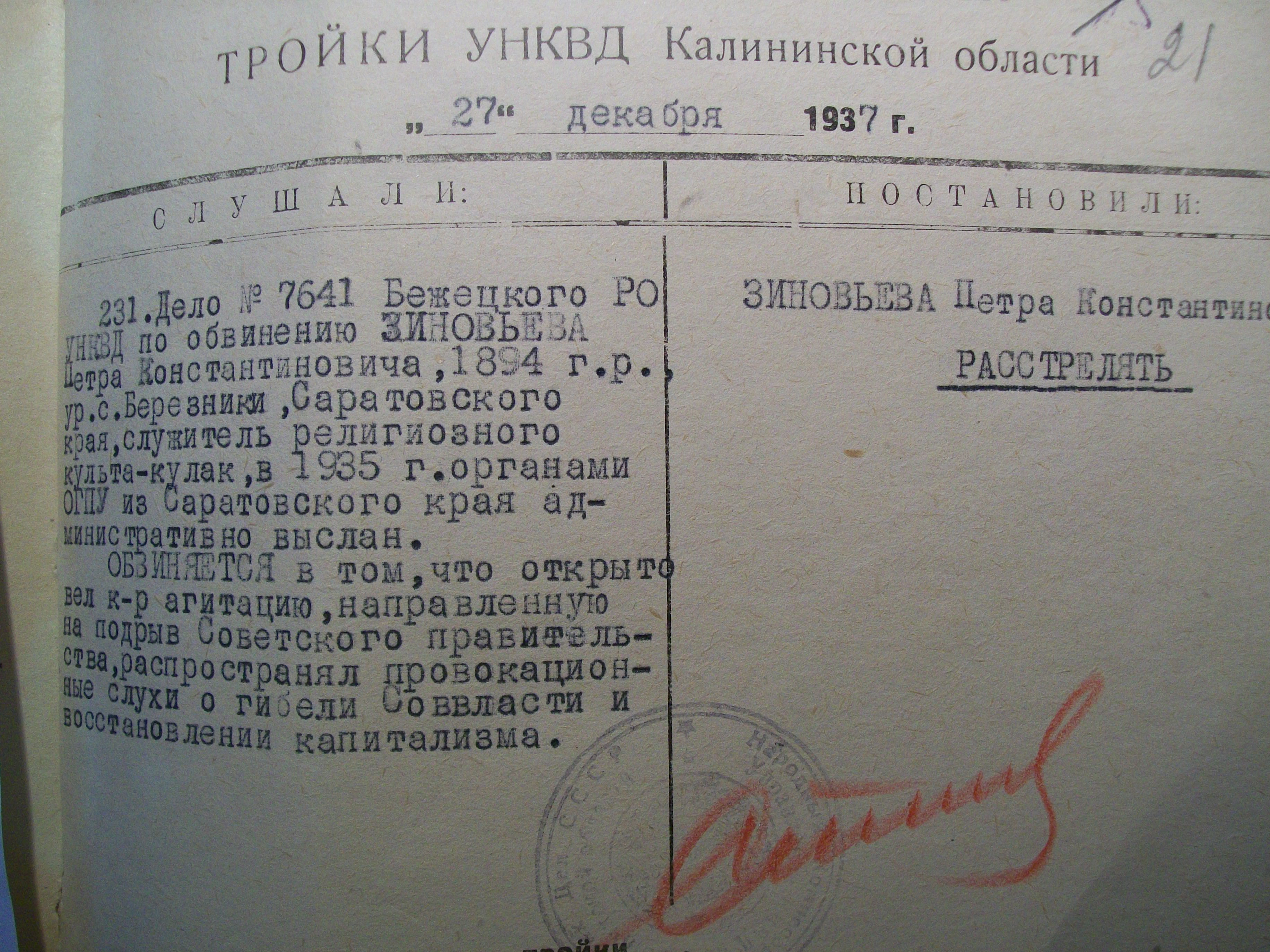
Rozsudek Trojky NKVD nad knězem Petrem Zinovievem ke smrti zastřelením z roku 1937

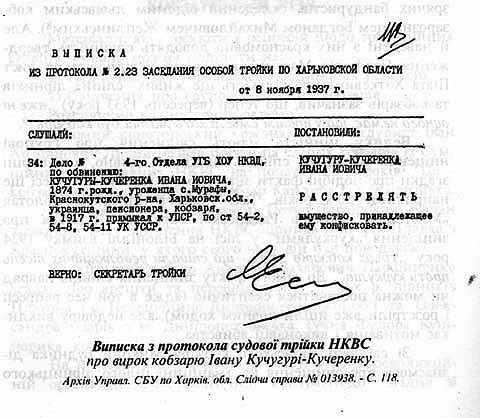
Rozsudek Trojky NKVD k smrti zastřelením pro ukrajinského básníka Ivana Kučuhury

Velká čistka (rusky Большая чистка, Bal'šaja čistka), někdy označovaná i jako Velký teror, je označení několika souvisejících kampaní politické represe a perzekuce v Sovětském svazu 30. let 20. století, které Josif Stalin spustil s cílem odstranit zbývající opozici a získat neomezenou moc. Čistka se týkala většiny vrstev sovětské společnosti: samotné komunistické strany, úřednictva, důstojnického sboru, inteligence, rolnictva (takzvaných „kulaků“), etnických menšin a náboženských skupin. Záminkou k jejímu rozpoutání byla vražda Sergeje Kirova, hlavy leningradské stranické organizace, v roce 1934. Nejviditelnějším projevem čistky byly takzvané moskevské procesy, veřejná, předem secvičená a rozhodnutá soudní přelíčení proti vedoucím funkcionářům komunistické strany, končící drakonickými rozsudky.

## Průběh
Velká čistka byla zahájena pod šéfem NKVD Genrichem Jagodou, na jejím vrcholu od září 1936 do srpna 1938 ji řídil Nikolaj Ježov – tato perioda je proto někdy nazývána „ježovština“; Jagoda i Ježov ovšem stalinským čistkám zanedlouho padli za oběť sami, první byl popraven roku 1938, druhý o necelé dva roky později. Oba dva ovšem jen vykonávali přání a vůli Stalina. Ježova ve funkci šéfa NKVD nahradil Stalinův chráněnec Lavrentij Berija.
Oběti čistek byly často popravovány či vězněny bez řádného soudu, jak jej předepisoval i tehdejší sovětský právní řád, pouze na základně rozhodnutí takzvaných „trojek“ složených z důstojníků tajné policie NKVD, tajemníka krajského výboru a krajského státního zástupce. Pokud k soudům docházelo, šlo o zinscenované a předem rozhodnuté politické procesy, při nichž bylo doznání vynuceno pod nátlakem, často mučením obžalovaných. Oběti byly obviňovány z různých smyšlených, zpravidla politických, zločinů, například sabotáže, špionáže nebo protisovětské agitace.
Podle odtajněných sovětských archivů NKVD během let 1937 a 1938 zatkla 1 548 367 osob, z nichž bylo pak 681 692 zastřeleno, což v průměru znamená asi 1000 poprav denně. Celkový počet obětí ježovštiny se někdy odhaduje na 950 tisíc až 1,2 milionu, vzhledem k neúplné dokumentaci může být i podstatně vyšší.
Mezi zatčenými byli spisovatelé Isaak Babel, Varlam Šalamov, Boris Pilňak a Osip Mandelštam, letecký konstruktér Andrej Tupolev, tvůrce sovětského raketového programu Sergej Koroljov, esperantista Vladimir Varankin, jazykovědec Branislav Taraškievič, diplomaté Nikolaj Krestinskij a Grigorij Sokolnikov, český letec Jan Březina, bolševičtí revolucionáři Vladimir Antonov-Ovsejenko a Béla Kun, bělogvardějský velitel Anatolij Pepeljajev nebo maršál Konstantin Rokossovskij. V roce 1937 byl unesen a později popraven bývalý bělogvardějský generál Jevgenij Miller.

### Československé oběti
V dobách stalinského teroru bylo v Sovětském svazu popraveno kolem 1 300 Čechů a Čechoslováků, zejména na Ukrajině. V jediný den, 28. září 1938, bylo popraveno sedmdesát sedm Čechů v ukrajinském Žitomíru, oficiálně kvůli špionážním kontaktům českého Sokola.

## Hlavní události

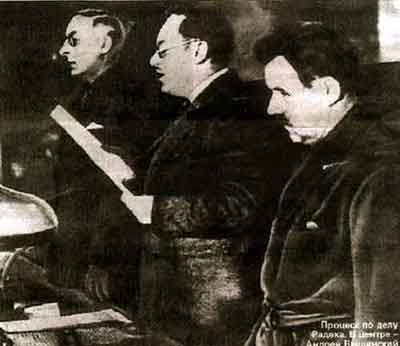
Generální prokurátor Andrej Vyšinskij čte obžalobu proti Karlu Radkovi během druhého moskevského procesu roku 1937

K periodizaci období Velké čistky se někdy používají tyto události:
- První moskevský proces (srpen 1936) byl první ze série tří velkých „divadelních“ procesů. Proces proti 16 členům údajného „trockisticko-zinovjevovského teroristického centra“, kteří byli všichni poté popraveni; hlavními obžalovanými byli prominentní komunističtí vůdci Grigorij Zinovjev a Lev Kameněv.
- Druhý moskevský proces se 17 předními funkcionáři (leden 1937), mezi jehož obžalovanými byl například Karl Radek. 13 obžalovaných bylo zastřeleno, zbytek brzy pomřel v pracovních táborech.
- Nový paragraf 58-14 trestního zákona o „kontrarevoluční sabotáži“, který umožňoval takovou sabotáž trestat zastřelením a konfiskací majetku (6. červen 1937)
- Tajný proces proti vysokým důstojníkům armády (červen 1937). Osm obžalovaných včetně maršála Tuchačevského bylo popraveno, jeden unikl sebevraždou. Po procesu následovala vlna masivních čistek v celém důstojnickém sboru Rudé armády.[12]
- Zavedení „trojek“ NKVD pro urychlení „revoluční spravedlnosti“ (Ježovův rozkaz 00447 platný k 30. červenci 1937)
- Třetí moskevský proces se 21 zčásti vysoce postavenými stranickými vůdci (březen 1938) v čele s bývalým předsedou Kominterny Nikolajem Bucharinem, bývalým premiérem Alexejem Rykovem a nedávnou hlavou tajné policie NKVD Genrichem Jagodou, opět ústící v popravu všech hlavních obžalovaných.
- Dekret Sovnarkomu (pozdější Rady ministrů SSSR) a Ústředního výboru strany rušící mimořádná bezpečnostní opatření (17. listopadu 1938) ukončil období čistky. Neznamenal skončení stalinských represí, ale útlak již poté obvykle nebyl tak intenzivní a krvavý.